# أمك طنقو
أمك طنقو هي عادة قديمة تقليدية تونسية ليبية لطلب المطر، من الواضح أنها متوارثة من العهد البونيقي وتندرج تحت عبادة الإلهة البونيقية تانيت (تينيت أو تانو أو تانجو). تراجعت هذه العادة، لكنها مازالت حاضرة بقوة في بعض الجهات بتونس.

## نبذة عامة
تتجلى أمك طنقو في شكل تمثال لامرأة شبيهة لدمى الفتيات أو في بعض المناطق هيكل خشبي يلبسونه لباسا، حيث كان الأطفال يمشون بها بين المنازل أثناء الجفاف وهم يغنون «أمك طنغو يا نساء طلبت ربي عالشتاء»، وطبعا تختلف هذه الأغنية من منطقة إلى أخرى لأن مصطلح «شتاء» يشير إلى المطر فقط في بعض المدن الحضرية.
بعد ذلك كل ربة منزل تسكب قليلا من الماء على التمثال إعتقادا منهن أنها سوف تجلب المطر.
في بعض المدن الريفية، تستخدم العصا بدلا من الدمية. حيث تعلق عليها كل امرأة قطعة من الملابس وتعطي القليل من الشعير للأطفال الذين يذهبون لغناء «يا بو قطمبو أعطينا شعير يملا قدحكم مالغدير» وتعني التضرع لأمك طنقو لإعطائهم الشعير الذي هو في نهاية الأمر يرمز إلى الأكل. 